# Belev Dol, Smolean
Belev Dol (în bulgară Белев Дол) este un sat în comuna Smolean, regiunea Smolean,  Bulgaria. 

## Demografie
Componența etnică a satului Belev Dol
     Bulgari (98,93%)
     Nicio identificare (1,06%)
     Altele (0%)
La recensământul din 2011, populația satului Belev Dol era de 94 locuitori. Din punct de vedere etnic, majoritatea locuitorilor (98,93%) erau bulgari. Pentru 1,06% din locuitori nu este cunoscută apartenența etnică.